# Fairphone 3
Das Fairphone 3, Modellbezeichnung FP3, ist ein modulares Smartphone der niederländischen Gesellschaft Fairphone B.V., das am 27. August 2019 angekündigt wurde und seit 3. September 2019 im Handel ist. Es ist im europäischen Einzelhandel erhältlich – laut Hersteller in 1500 Shops. 2019 wurden etwa 43.000 Stück und im Jahr 2020 etwa 95.000 verkauft. Es folgt auf das Fairphone 2 (FP2) und soll wie dieses nachhaltig, möglichst langlebig und umweltschonend sein und so weit wie möglich mit konfliktfreien Metallen hergestellt werden. Die Webseite iFixit bescheinigt dem Fairphone 3 die Höchstnote für dessen Reparierbarkeit.
Am 27. August 2020 hat der Hersteller das verbesserte Fairphone 3+ vorgestellt. Das Modell bringt vor allem bessere Kameras mit, die sich für das Fairphone 3 auch nachrüsten lassen.

## Modularer Aufbau
Das Fairphone 3 hat sieben Module, die mit einem gewöhnlichen Kreuzschlitzschraubendreher (im Lieferumfang enthalten) ausgetauscht werden können. Die Module sind im Shop des Herstellers erhältlich und kosten zwischen 20 und 90 Euro.
- Rückabdeckung (kein Werkzeug nötig)
- Akku (kein Werkzeug nötig)
- Untermodul mit USB-Buchse, Vibrationsmotor und Primärmikrophon
- Lautsprecher
- Topmodul (Selfiekamera, Sekundärmikrophon, Sensoren, Kopfhörerbuchse)
- Kameramodul
- Displaymodul

Beim Fairphone 3 wurde auf eine erhöhte Stabilität des Gerätes geachtet. Beim Vorgängermodell war der Mechanismus zum werkzeuglosen Displaytausch auf eine seltene Benutzung ausgelegt (für den Fall, dass das Display kaputtgeht und ausgetauscht werden muss), wurde aber von manchen Nutzern häufig verwendet, um die Modularität des Smartphones zu demonstrieren. Durch das häufige Öffnen und Schließen kam es in einigen Fällen zu Wackelkontakten, die die Funktionalität beeinträchtigten. Aus dieser Erfahrung zogen die Entwickler für das Fairphone Konsequenzen: Beim Fairphone 3 werden mehr Schrauben benutzt als im Fairphone 2. Auch das Display ist mit Schrauben anstatt mit Klammern fixiert, und die Federkontakte des Vorgängermodells wurden durch Druckkontakte ersetzt.
Im August 2020 wurden zusammen mit dem Fairphone 3+ neue Module vorgestellt, die den eigentlichen Unterschied zwischen dem Fairphone 3 und dem neuen Smartphone ausmachen. Das Top Module+ liefert nun Bilder mit 16 Megapixel (MP), während das Camera+ Module weiterhin 12-MP-Bilder liefert, allerdings technisch einen Sensor mit 48 MP nutzt und so mehr Licht und Details einfangen kann.

## Zubehör
Am 30. Januar 2020 gab Fairphone bekannt, dass ab sofort auch In-Ear-Kopfhörer gekauft werden könnten; sie funktionieren auch mit jedem anderen Gerät mit 3,5-mm-Kopfhörerbuchse und sind modular aufgebaut, sodass das Kabel unabhängig von den „Ohrhörern“ getauscht werden kann.
Ende Februar 2020 startete Fairphone eine Umfrage im eigenen Community-Forum, welche Farbe die bald veröffentlichten Schutzhüllen für das Fairphone 3 besitzen sollten. Es gewannen die Farben grün und „frosty“ (durchscheinend). Darauf folgend wurde, wie vor der Umfrage bereits geplant und angekündigt, zunächst die schwarze Schutzhülle veröffentlicht. Weitere Farben sollen folgen.
Seit Juni 2020 finden sich in Fairphones Online-Shop zwei Displayfolien: ein physischer Blaulichtfilter, der die Augen des Nutzers „vor Überanstrengung schützt“, und eine Blickschutzfolie.

## Betriebssysteme
Standardmäßig wird das Fairphone 3 mit Android 10 mit Google-Play-Diensten („StockROM“) ausgeliefert. Im Vergleich zum Fairphone 2 gab es wenig Anpassungen an der Benutzeroberfläche.
Da für das Vorgängermodell von Fairphone auch eine Fairphone-Open-OS-Variante angeboten wurde und Fairphone angekündigt hatte, die Installation alternativer Betriebssysteme auch beim Fairphone 3 zu untersuchen, stellte sich schon früh im eigenen Community-Forum die Frage, ob es ein offenes Fairphone OS für das neue Modell geben würde. Im April 2020 wurde nach einer Umfrage im Forum eine Kooperation mit dem Favoriten /e/ angekündigt. Das Fairphone 3 kann seitdem im /e/-Onlineshop direkt mit /e/ vorinstalliert bestellt werden oder nachträglich manuell damit installiert werden.
Weiterhin können die Android-Ableger LineageOS und iodéOS manuell auf dem Fairphone 3 installiert werden. Auch Ubuntu Touch ist für das Gerät erhältlich, unterstützt jedoch nicht dessen Fingerabdrucksensor.